# Martin Meister I.
Martin Meister (auch Martin I.; ursprünglicher Geschlechtername Fischer; * um 1560 in Fützen; † 14. September 1625 in St. Blasien) war ein Benediktiner und Abt und ab 1612 Landgraf der neugebildeten Herrschaft Bonndorf.

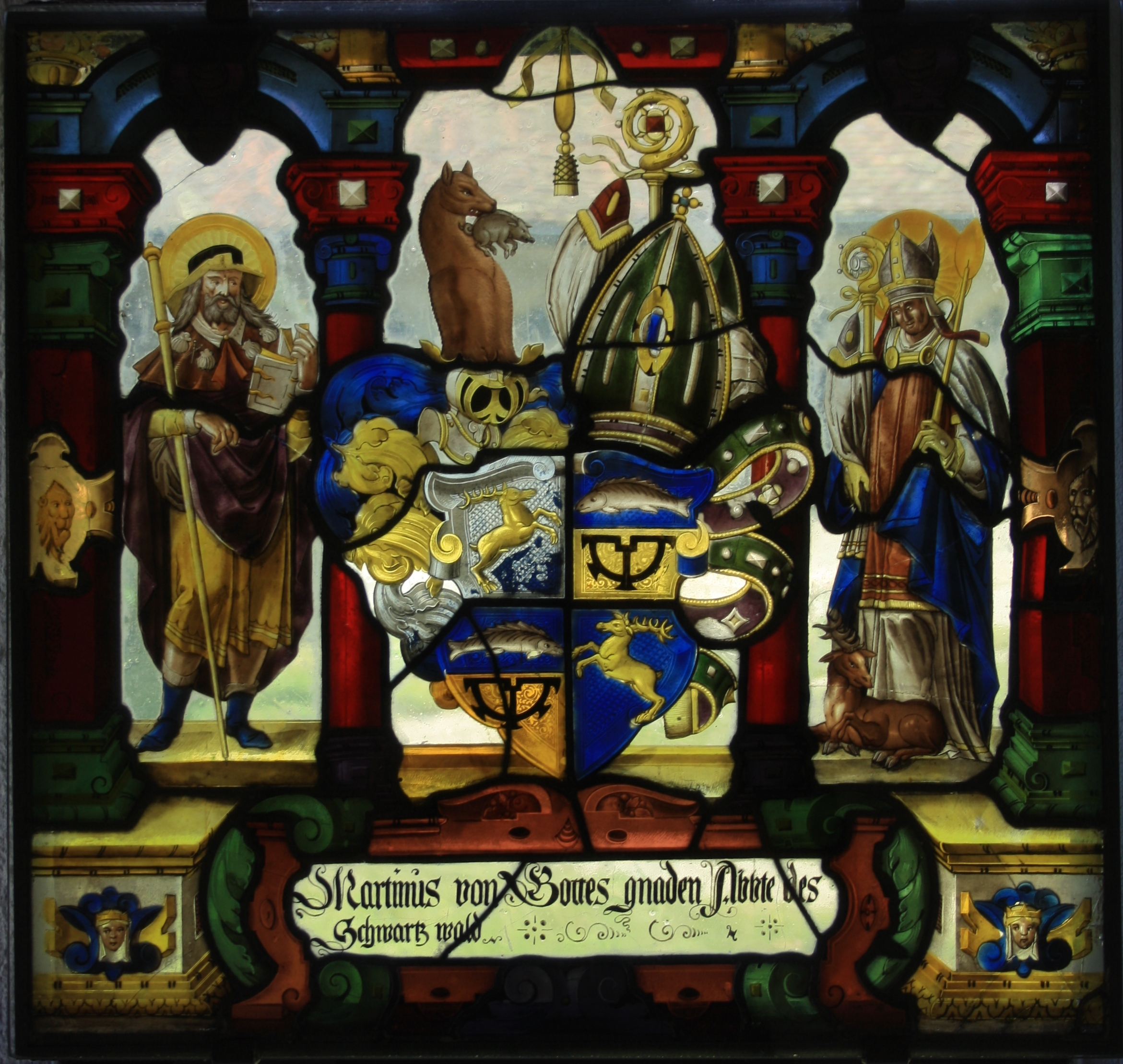
Wappengemälde im Kreuzgang des Klosters Wettingen des Abtes Martin I. Meister, das viergeteilte Allianzwappen zeigt den Hirsch für das Kloster, das halbe Mühlrad (er war der Sohn eines Müllers) und einen Fisch für die Vorfahren seiner Eltern, Familie Fischer

## Leben
Am 17. November 1579 wird er als Student der Universität Freiburg im Breisgau genannt. Am 18. Januar 1581 wurde Meister Baccalaureus artium und am 17. August 1582 zum Magister artium promoviert.
Nachdem er seit 1591 als Propst der Propstei Klingnau gewirkt hatte, wurde er als Nachfolger von Caspar II. im September 1596 zum 36. Abt des Klosters St. Blasien erwählt. Als solcher war er maßgeblich beteiligt bei der Entstehung der Reichsherrschaft Bonndorf, vor allem durch Ankäufe von den Grafen von Lupfen. Mit großem Aufwand bemühte er sich um eine ansehnliche Bibliothek. Der Erzbischof von Salzburg, Marcus Sittich, verlangte von ihm Gelehrte für seine neu gegründete Universität, deren erster Rektor Martin Steineck wurde.
1609 sendete er Tobias Rösch, Martin Steineck und Bartholomäus Weiler zum Studium nach Rom. Nach Ansicht Joseph Baders sendete er zuerst den späteren Abt Franz Chullot zusammen mit drei anderen, wovon der Pater Steinbeck zum ersten Regens des Konvikts ernannt wurde. 1597 ließ Abt Martin die Propstei Berau neu errichten.
Während seiner Herrschaft entstanden einige Bauwerke:
- 1608 Kapelle in Bad Krozingen
- Kirche St. Gallus in  Ewattingen
- Kirche St. Fides in Grafenhausen
- 1616 Kirche St. Nikolaus in Lausheim
- 1624 Friedhofskapelle in St. Blasien
- 1625 Wallfahrtskirche Todtmoos (Planungen)